# Merry Happy Whatever
Merry Happy Whatever (englisch für „Fröhliches Was-auch-immer“) ist eine US-amerikanische Comedy-Sitcom, die seit 2019 von Netflix produziert wird und dort auch ausgestrahlt wird.
Die erste Staffel wurde am 28. November 2019 veröffentlicht, unter anderem in deutschsprachiger Synchronisation. Die Serie wurde im April 2020 von Netflix eingestellt.

## Dreharbeiten und Hintergrund
"The project is envisioned as a potential anthology series. The first season takes place over the week or so around Christmas, with future seasons possibly exploring other holidays." - "Das Projekt ist als potenzielle Anthologie-Serie vorgesehen. Die erste Staffel findet ungefähr in der Woche um Weihnachten statt, wobei zukünftige Staffeln möglicherweise andere Feiertage behandeln."
Die Dreharbeiten zur ersten Staffel begannen am 21. Mai 2019 und endeten am 24. Juli.

## Handlung
Don Quinn (Dennis Quaid) arbeitet als Polizist in Pennsylvania.
Zu Weihnachten besuchen ihn seine vier Kinder, die mittlerweile erwachsen sind.
Seine jüngste Tochter Emmy (Bridgit Mendler) kommt zusammen mit ihrem Freund aus Los Angeles, der plant, sich zu verloben.
Kayla (Ashley Tisdale) kommt mit ihrem Mann, der kurz darauf bekannt gibt, sich von ihr scheiden zu wollen.

## Episodenliste

### Staffel 1
| Nr. (ges.) | Nr. (St.) | Deutscher Titel                     | Originaler Titel                                | Deutschsprachige Erstausstrahlung | Erstausstrahlung USA | Drehbuch              | Regie                   |
| ---------- | --------- | ----------------------------------- | ----------------------------------------------- | --------------------------------- | -------------------- | --------------------- | ----------------------- |
| 1          | 1.01      | Matt im Zug                         | Welcome, Matt                                   | 28.11.2019                        | 28.11.2019           | Tucker Cawley         | Pamela Fryman           |
| 2          | 1.02      | Im Einklang                         | Harmony                                         | 28.11.2019                        | 28.11.2019           | David Holden          | Pamela Fryman           |
| 3          | 1.03      | Punkte sammeln                      | Interference                                    | 28.11.2019                        | 28.11.2019           | Gracie Glassmeyer     | Gloria Calderón Kellett |
| 4          | 1.04      | Frohe Einkäufe                      | Happy Mall-idays                                | 28.11.2019                        | 28.11.2019           | Ali Schouten          | Pamela Fryman           |
| 5          | 1.05      | Vermessene Weihnacht                | Twas the Night Before the 4th Night of Hanukkah | 28.11.2019                        | 28.11.2019           | Ajay Sahgal           | Phill Lewis             |
| 6          | 1.06      | Der Geist der vergangenen Weihnacht | Merry Ex-Mas                                    | 28.11.2019                        | 28.11.2019           | Richard Brandon Manus | Betsy Thomas            |
| 7          | 1.07      | Weihnachtspause                     | Christmas Break                                 | 28.11.2019                        | 28.11.2019           | Talia Bernstein       | Phill Lewis             |
| 8          | 1.08      | Quinntentionen fürs neue Jahr       | Ring In The New Year                            | 28.11.2019                        | 28.11.2019           | Tucker Cawley         | Pamela Fryman           |